# Нгарка-Нерояха
Нгарка-Нерояха (устар. Нгарка-Неро-Яха) — река в Надымском районе Ямало-Ненецкого АО. Устье реки находится в 89 км по правому берегу реки Шуга. Длина реки составляет 14 км.

## Данные водного реестра
По данным государственного водного реестра России относится к Нижнеобскому бассейновому округу, водохозяйственный участок реки — Обь от города Салехард и до устья, речной подбассейн реки — бассейны притоков Оби ниже впадения Северной Сосьвы. Речной бассейн реки — (Нижняя) Обь от впадения Иртыша.